# Trinidad og Tobagos flag
Trinidad og Tobagos flag er rødt med et sort diagonalbånd med en smal hvid stibe på hver side. Flaget blev gjort officielt den 8. juni 1962.
Det røde symboliserer landets og befolkningens vitalitet, men også solens varme og energi. Det hvide repræsenterer havet som omgiver øerne samt nationens kamp for renhed og ligestilling og det sorte symboliserer folkets enighed og energi samt landets rigdom.

## Tidligere flag
Før Trinidad og Tobago blev en selvstændig stat i 1962 brugte de et blue ensign koloniflag med det britiske flag i det øverste venstre hjørne og et rundt billede af et sejlskib i en havn foran et bjerg.